# Soubré (département)
Le département de Soubré est un département de Côte d'Ivoire. 